# Dogs (gruppo musicale britannico)
I Dogs sono un gruppo musicale Post-punk revival e Indie rock di Londra, formata da Johnny Cooke (voce), Luciano Vargas (voce, chitarra), Rikki Mehta (chitarra), Duncan Timms (basso) e Paul Warren (batteria). Il 19 novembre 2008 è stato annunciato che il batterista originale, Rich Mitchell, ha lasciato amichevolmente la band ed è stato sostituito da Paul Warren.
I Dogs sono stati in tournée con Paul Weller, i Razorlight e i The Enemy. Sono stati consistentemente classificati come una delle migliori live band britanniche.
Il loro primo album Turn Against This Land, pubblicato il 19 settembre 2005, è stato registrato al Sawmills Studio in Cornovaglia, prodotto da John Cornfield. Svincolato dalla Island Records, contiene i singoli London Bridge/End of an Era, Tuned to a Different Station e Selfish Ways.
I Dogs sono tornati durante il 2007, sotto la Weekender Records, con tre singoli: primo Soldier On, seguito da This Stone Is a Bullet e per terzo Dirty Little Shop, pubblicati il 18 giugno 2007. La canzone Chained to No-One è stata pubblicata alla fine del 2007 come singolo disponibile solo tramite download.
La band ha pubblicato il suo secondo album, Tall Stories from Under the Table, il 25 giugno 2007.

## Discografia

### Album
- Turn Against This Land (2005)
- Tall Stories from Under the Table (2007)

### Singoli
Da Turn Against This Land
- "London Bridge" (2004) (Presente nel video game FIFA 06)
- "She's Got a Reason" (2005) - #36 UK
- "Tuned to a Different Station" (2005) - #29 UK (Presente nel video game Burnout Revenge)
- "Selfish Ways" (2005) - #45 UK
- "Tarred and Feathered" (2005) - #64 UK

Da Tall Stories from Under the Table
- "Soldier On" (2006)
- "Dirty Little Shop" (2007)
- "This Stone Is a Bullet" (2007)
- "Chained to No-One" - Solo per il download (2007)